# Herdwick

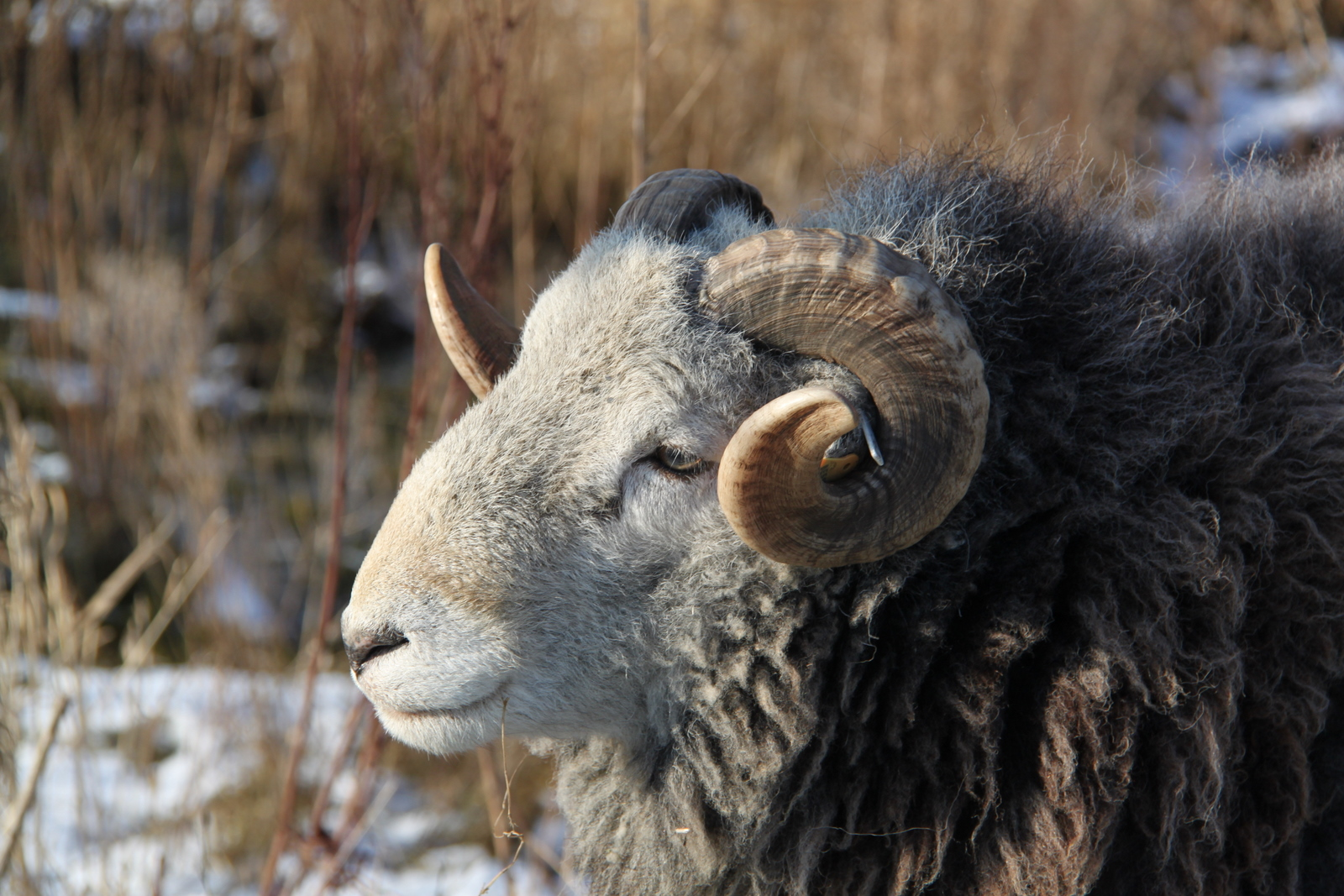
Schafbock mit dem typischen ramsnasigen Profil

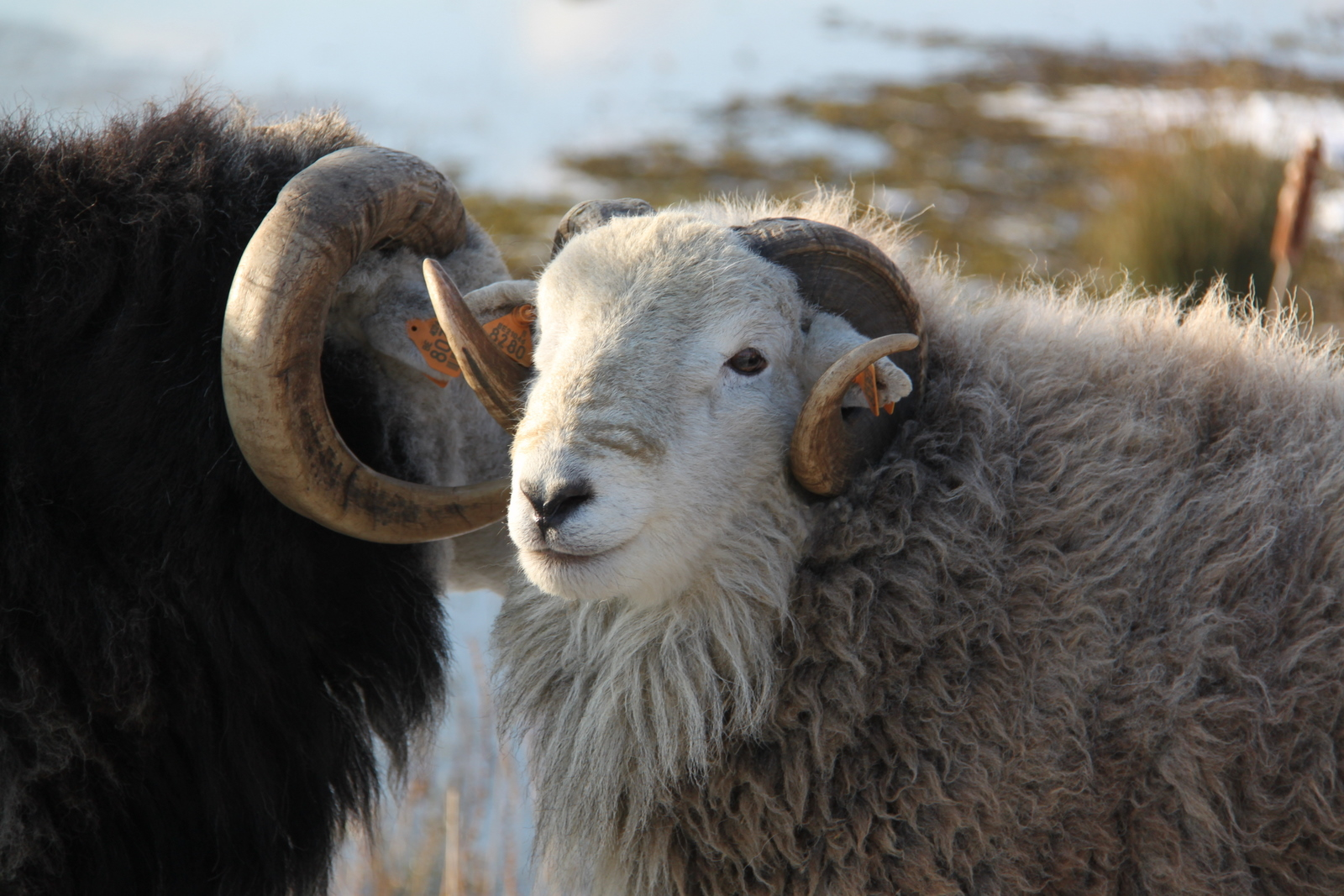
Schafböcke

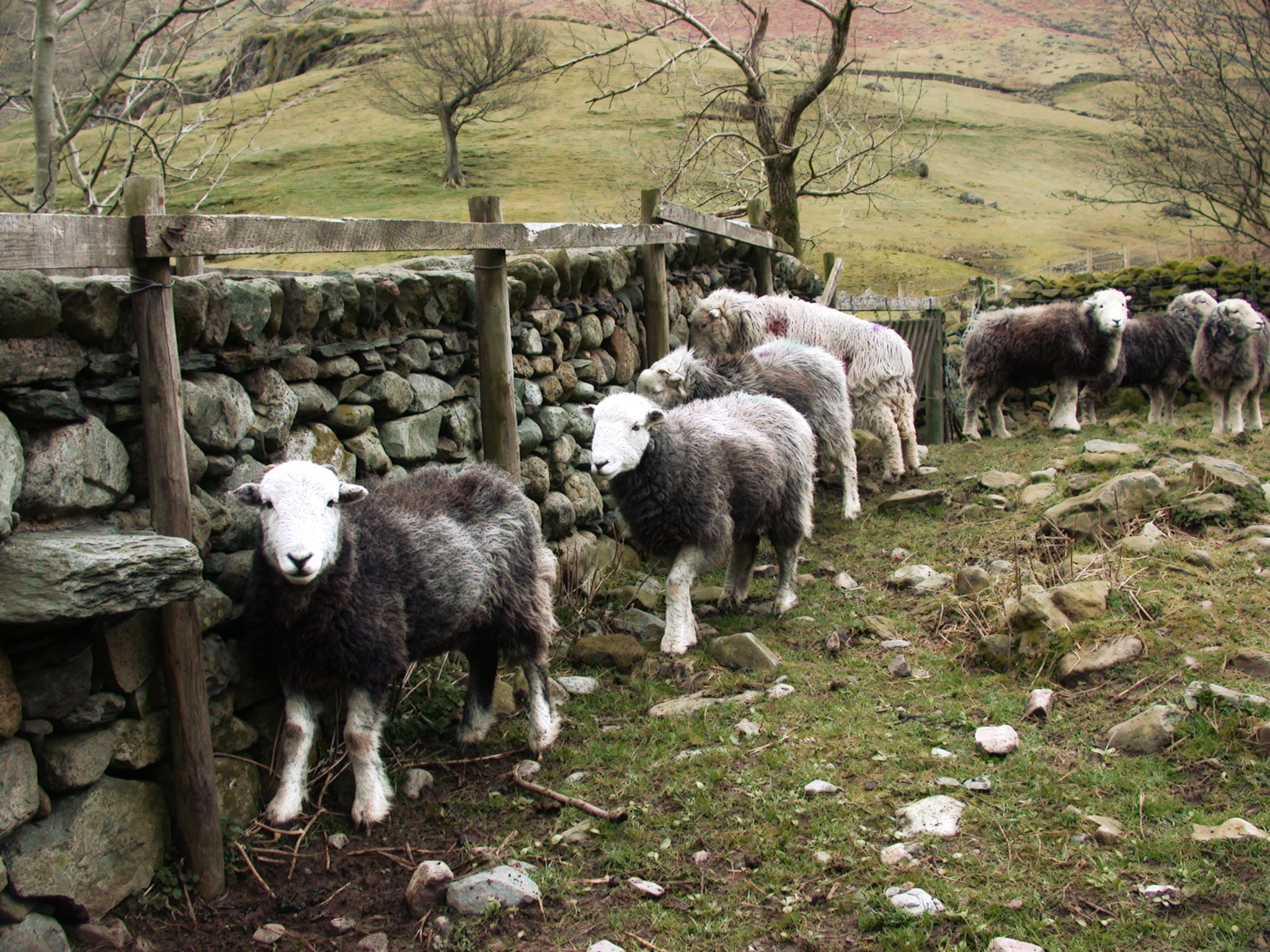
Gruppe von Herdwicks

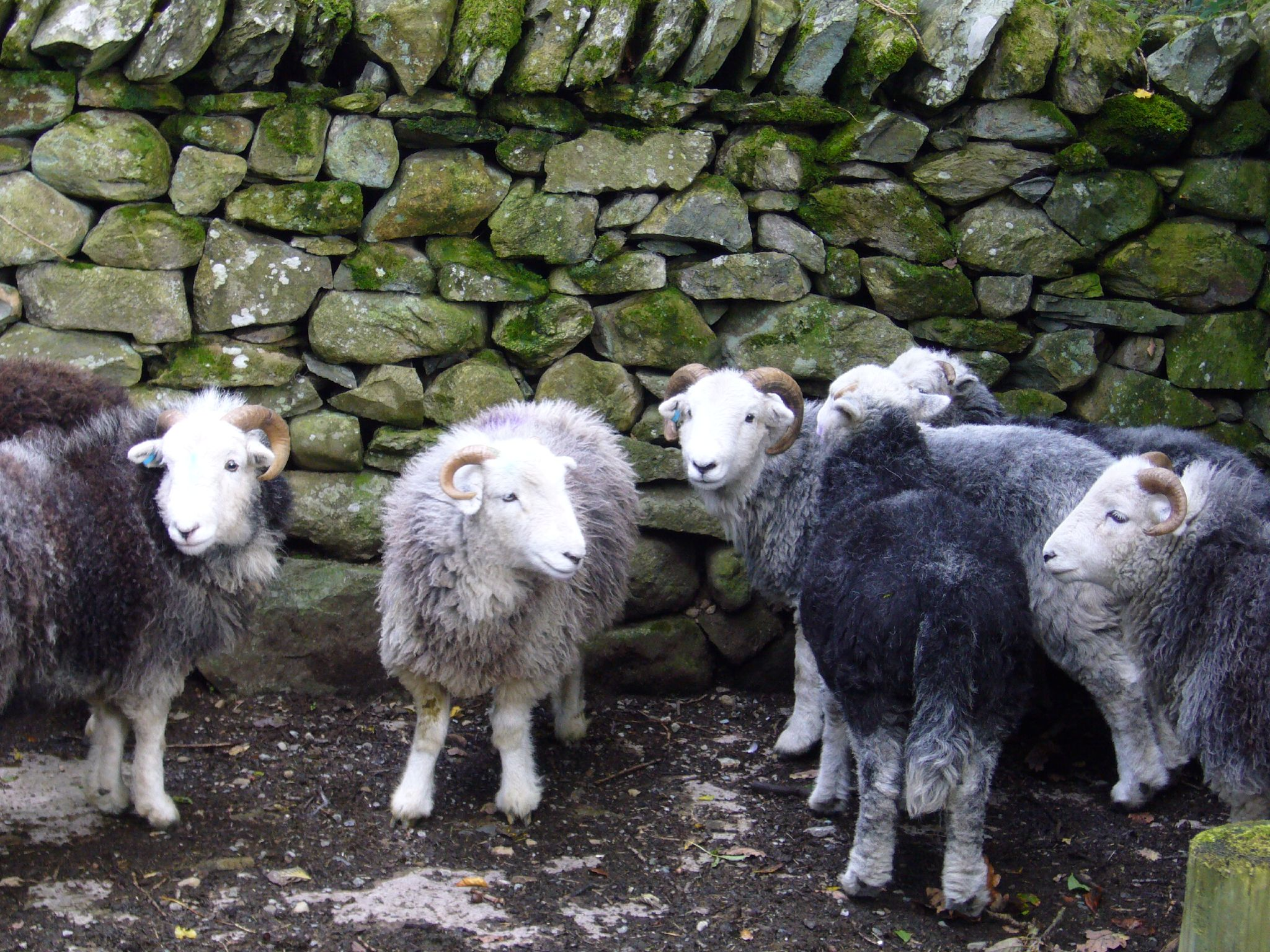
Gruppe von Herdwick-Böcken

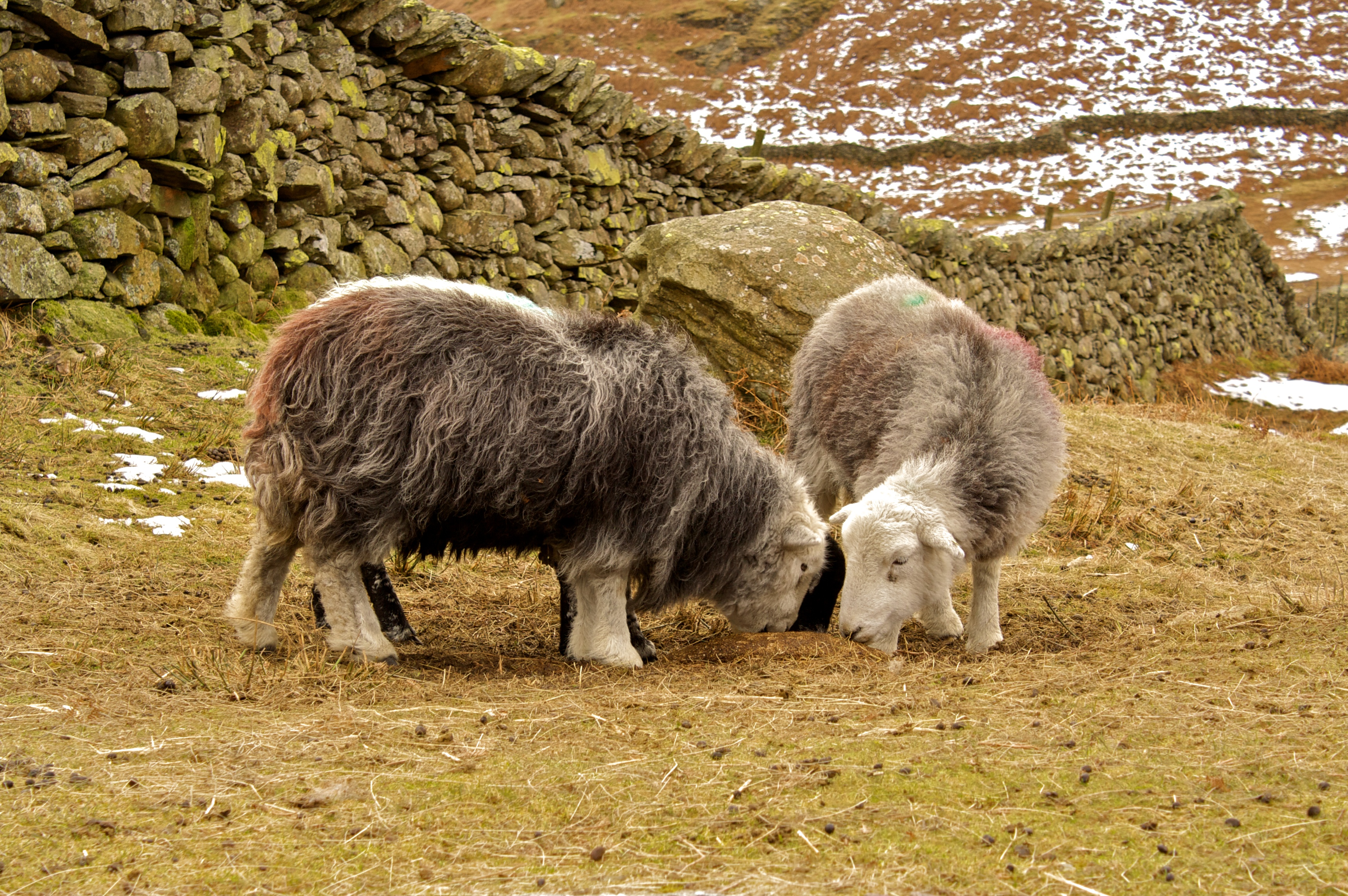
Grasende Herdwicks

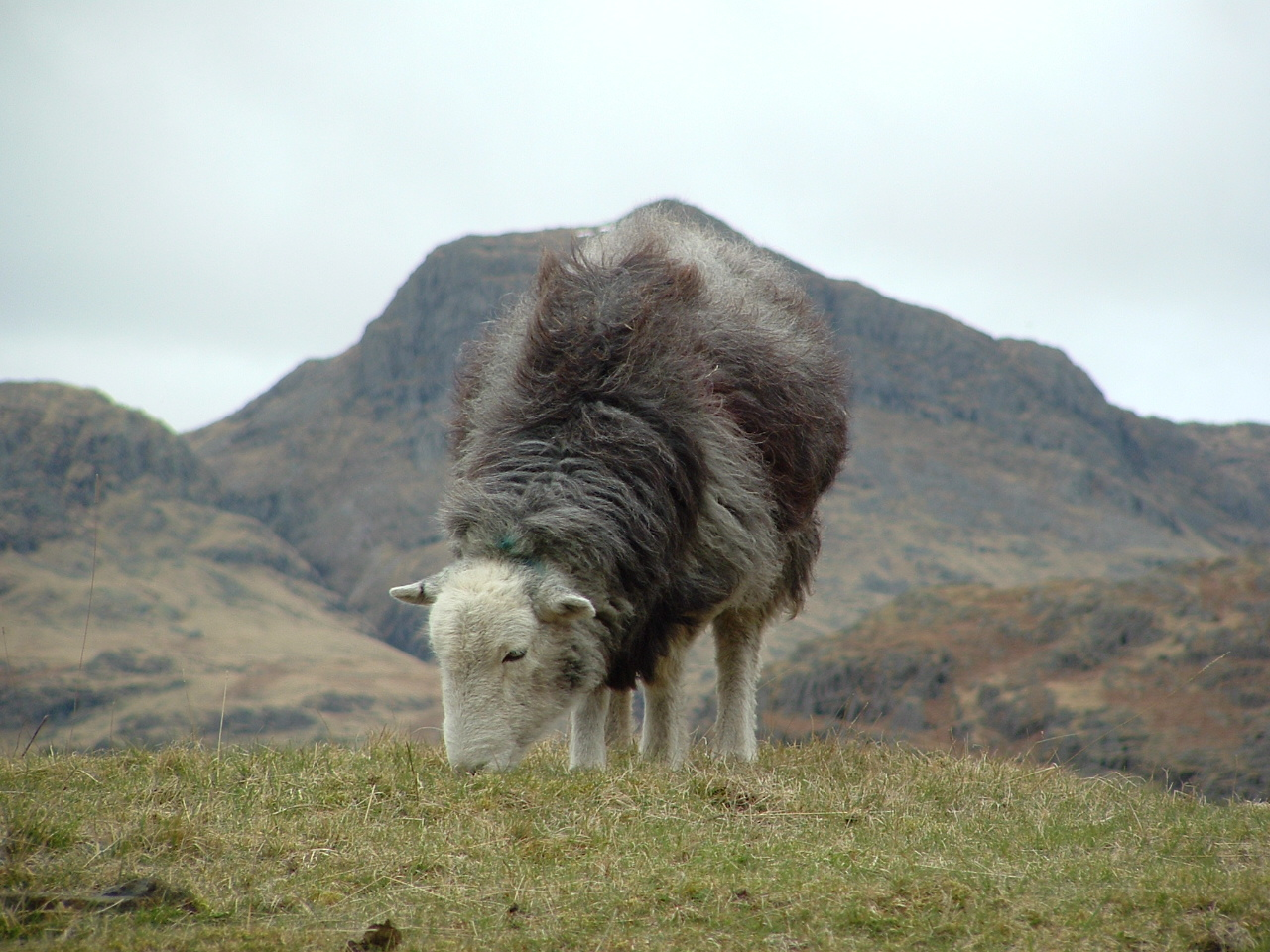
Herdwick

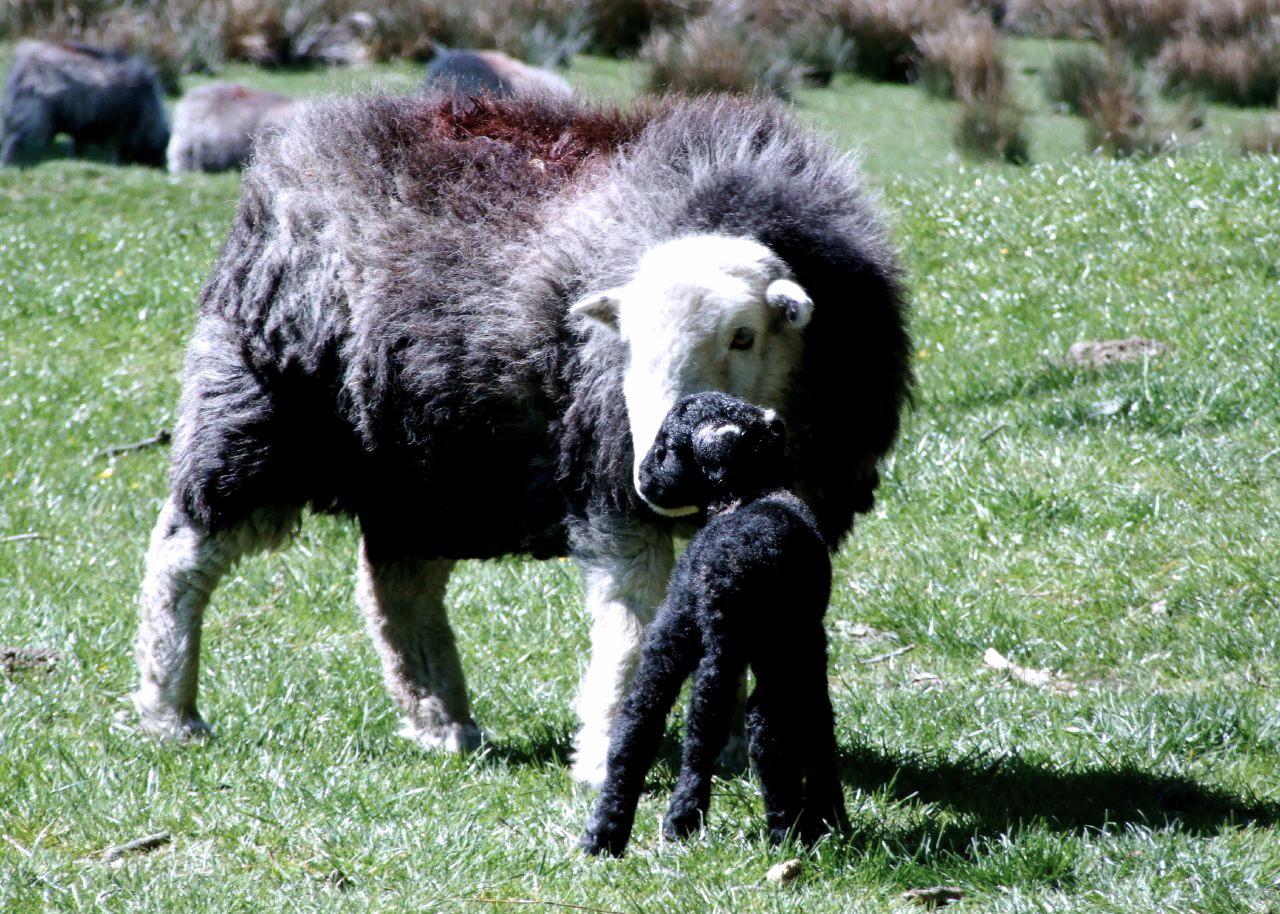
Herdwick mit Lamm

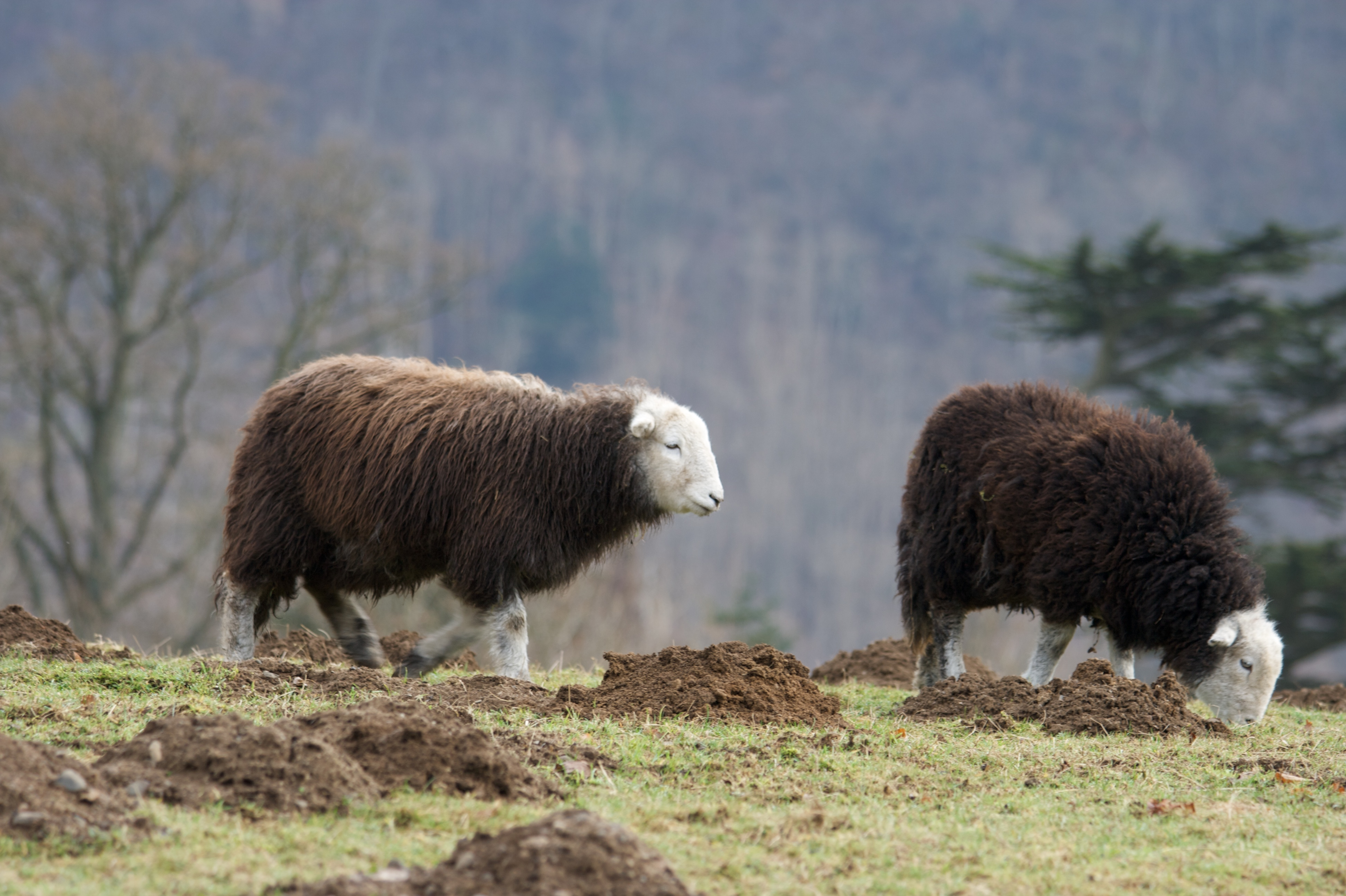
Junge Herdwick-Schafe

Herdwick ist eine Schafrasse, die fast ausschließlich im englischen Lake District gehalten wird. Es ist eine der zahlreichen alten britischen Landrassen, die in besonderer Weise den rauen Bedingungen ihrer Ursprungsregion angepasst sind. Die Rasse wird heute vergleichsweise selten gehalten.
Die Geschichte dieser Schafrasse ist unter anderem mit der englischen Kinderbuchautorin Beatrix Potter verknüpft, die sich zu Beginn des 20. Jahrhunderts im Lake District als Züchterin von Herdwicks etablierte, mit ihren Schafen zahlreiche Preise gewann und 1943 zur Präsidentin des Zuchtverbands dieser Rasse gewählt wurde. Potter vererbte dem National Trust 1943 ihre 17 Farmen im Lake District, die sie mit dem Erlös ihrer Kinderbücher erworben hatte und legte testamentarisch fest, dass auf den 16 Quadratkilometern Land, das zu diesen Farmen gehörte, Herdwick-Schafe gehalten werden müssten. Der National Trust ist heute der größte Landbesitzer des Lake Districts. Ihm gehören 25.000 Herdwick-Schafe, die von Pächtern des National Trust betreut werden. Für den Erhalt der Rasse setzt sich außerdem der Rare Breeds Survival Trust ein, der die Rasse auf seiner Beobachtungsliste führt.

## Erscheinungsbild
Das Herdwick ist ein mittelgroßes Schaf, dessen Wollfarbe bei ausgewachsenen Tieren von hell- über dunkelgrau bis blaugrau reicht. Frisch geborene Lämmer sind zunächst grau bis schwarz. Einjährige Herdwicks haben eine dunkelbraune Wolle, die in den weiteren Lebensjahren zu hell- bis dunkelgrau aufhellt. Die Beine sind bis zum Vorderknie beziehungsweise bis zum Sprunggelenk bewollt, die Farbe der auffallend stämmigen Beine ist weiß. Der Kopf ist ramsförmig und sollte ebenfalls weiß oder hellgrau sein. Schwarze Merkmale an Kopf oder Beinen entsprechen nicht dem Rassestandard. Böcke weisen Hörner auf, die schneckenförmig wachsen und haben eine abfallende Rückenlinie. Bei Böcken sollte außerdem die Wolle am Hals mähnenartig verlängert sein.  Weibliche Tiere sind im Gegensatz zu den Böcken immer hornlos. In der Regel bringen die Mutterschafe nur ein Lamm zur Welt, das im April geboren wird. Auf Grund der rauen Wetterbedingungen überlebt häufig eine große Zahl der Lämmer ihre ersten Lebensmonate nicht.
Böcke erreichen eine Widerristhöhe von 75 Zentimeter und wiegen zwischen 75 und 90 Kilogramm. Die Weibchen erreichen eine Widerristhöhe von 70 Zentimeter und wiegen zwischen 60 und 65 Kilogramm.
Die Wollleistung beträgt zwischen 1,5 und 2,5 Kilogramm pro Jahr. Die Wolle ist sehr grob und wird fast ausschließlich zur Herstellung von Teppichen verwendet. Sie spielt heute bei der Haltung der Schafe nur eine untergeordnete Rolle, da auf Grund der niedrigen Wollpreise die Schur der Schafe kaum lohnt. Herdwicks, die ein wohlschmeckendes Fleisch haben, werden heute vorwiegend zur Landschaftspflege eingesetzt.

## Eigenschaften

### Standorttreue und Robustheit
Herdwicks gelten als ausgesprochen robuste und genügsame Schafe und sind in der Lage, mit den schwierigen Wetterbedingungen des niederschlagsreichen Lake Districts zurechtzukommen. Philip Walling bezeichnet sie in seinem Buch Counting Sheep sogar als die robusteste Rasse Großbritanniens überhaupt, nennt sie aber eine nur halbdomestizierte Rasse. Sie sind im Winterhalbjahr in der Lage, auf den Weiden in den Hügeln und Bergen des Lake Districts ausreichend Nahrung zu finden. Herdwicks kommen auch auf ausgesprochen kargen Weiden zurecht und ihnen wird auch im Winterhalbjahr in der Regel nicht zugefüttert. Es gibt einzelne Berichte von Herdwicks, die über die Dauer von Wochen eingeschneit waren und obwohl sie aus Hunger ihre eigene Wolle gefressen hätten, sich von dieser Notzeit vollständig wieder erholt hätten.
Herdwicks sind außerdem ausgesprochen standorttreu, eine wesentliche Eigenschaft in der hügeligen Landschaft des Lake Districts, in der die Weiden meist nur durch niedrige Steinwälle begrenzt sind. Walling weist darauf hin, dass auf Grund der mageren Weide die Schafe nur langsam heranwachsen und Weibchen häufig erst in ihrem dritten Lebensjahr gedeckt werden können. Es sei deshalb typisch, in den Hügeln des Lake Districts Schafherden anzutreffen, in denen drei oder vier Generationen von Schafen gemeinsam grasen. Herdwicks entwickeln dabei einen ausgesprochenen Instinkt, auf die Weideplätze zurückzukehren, auf denen sie aufgewachsen sind. Walling berichtet von Herdwick-Mutterschafen, die auf den Viehauktionen im Herbst auf andere Höfe verkauft wurden, im Frühjahr aber wieder auf ihre heimatlichen Weideplätze zurückgekehrt seien. Sie fanden dabei über eine Distanz von vierzig bis fünfzig Meilen zu ihren ursprünglichen Weiden zurück. Walling führt weiter aus, dass er nur wenig Schafrassen kenne, die in vergleichbarer Weise in der Lage seien, Schwächen in der Umzäunung ihrer Weide zu erkennen und dies auszunutzen.

### Fleisch
Das Fleisch von Herdwick-Schafen gilt als ausgesprochen delikat. Queen Elizabeth hat auf offiziellen Banketten bereits Fleisch dieser Rasse servieren lassen. Bevor Hammelfleisch, also das Fleisch kastrierter Schafböcke, aus der Mode geriet, war das Fleisch von Hammeln dieser Rasse besonders geschätzt. In traditionell geführten Herdwick-Herden liefen auch immer eine größere Zahl  kastrierter Männchen mit. Sie wurden frühestens dann als Schlachtvieh verkauft, wenn sie mindestens ein Alter von drei Jahren erreicht hatten. Charakteristisch für das Fleisch solcher Hammel ist ein Wildgeschmack, der auf die kräuterreiche Weide zurückzuführen ist.
König Charles III. zählt zu den Personen, die für den Verzehr von Herdwick-Hammelfleisch werben. Er gründete 2004 die „Mutton Renaissance Campaign“ mit dem Ziel, Hammel wieder zu einem gebräuchlichen Fleisch in der britischen Küche zu machen und damit die Einkommenssituation der Farmer zu verbessern, die Herdwicks halten. Hammelfleisch von Herdwicks wird unter anderem auf dem Borough Market, dem ältesten Lebensmittelmarkt in London, verkauft.

## Zuchtgeschichte
Der Ursprung dieser Schafrasse ist nicht bekannt. Der Volksmund behauptet vom Herdwick, es sei nach einem Schiffsunglück nach Großbritannien gekommen und nennt dabei gerne die Spanische Armada, die 1588 bei dem Versuch einer Invasion der Britischen Inseln von Stürmen schwer geschädigt wurde. Vergleichbares behauptet der Volksmund auch vom Portland-Schaf und dem Jacobschaf, die allerdings beide Eigenschaften aufweisen, die einen Ursprung der jeweiligen Rasse im Mittelmeerraum nicht unwahrscheinlich machen. Dagegen findet sich in Spanien keine traditionelle Rasse, die dem Herdwick gleichkommt.
Das Wort Herdwick leitet sich mit Sicherheit von Herdwyke ab, einem altnordischen Wort für Schafweide und als Herdwick wurden mutmaßlich früher alle Schafrassen bezeichnet, die in den Hügeln des Lake Districts weideten. Genetisch sollen Herdwicks den nordischen Kurzschwanzschafen nahestehen. Allerdings sind Herdwicks nicht kurzschwänzig, wie dies für diese nordischen Rassen typisch ist. Walling hält es für am wahrscheinlichsten, dass es sich beim Herdwick um eine Kreuzung zwischen Schafen handelt, die Wikinger im neunten und zehnten Jahrhundert auf die Britischen Inseln mitbrachten und solchen, die bereits in Cumbria gehalten wurden.
Eine Zuchtgenossenschaft für diese Rasse wurde 1844 gegründet und ab 1855 wurden Tiere auf Zuchtausstellungen gezeigt. 1899 folgte eine Zuchtgemeinschaft und seit 1916 ist das Herdwick-Schaf als Rasse anerkannt. Der Zuchtverband firmiert seit 1916 unter dem Namen Herdwick Sheep Breeders’ Association und bereits bei seiner Gründung waren Personen des National Trust beteiligt.

## Beatrix Potter und das Herdwick
Die in London aufgewachsene Beatrix Potter (1866–1943) zählt zu den entschiedenen Förderern dieser Rasse. Potter führte über lange Zeit das konventionelle Leben einer Frau der oberen englischen Mittelschicht und lebte bis in ihr drittes Lebensjahrzehnt im Haus ihrer wohlhabenden Eltern, verfügte aber dank ihrer erfolgreichen Kinderbücher, zu denen unter anderem Die Geschichte von Peter Hase zählt, über eigene finanzielle Mittel. Im Alter von 39 Jahren verlobte sie sich gegen den entschiedenen Widerstand ihrer Eltern mit ihrem Verleger Norman Warne, der jedoch kurz nach der Verlobung an Leukämie starb. Für Potter war dieser Schicksalsschlag der Anstoß, im Lake District, wo ihre Familie in ihrer Jugendzeit die Sommermonate verbracht hatte, die Hill Top Farm zu kaufen, die sie mit Hilfe eines Gutsverwalters zu bewirtschaften begann. Ihr Gutsverwalter kaufte noch 1906, dem Jahr, in dem Potter die Farm erwarb, die erste kleine Herde von Herdwick-Mutterschafen.

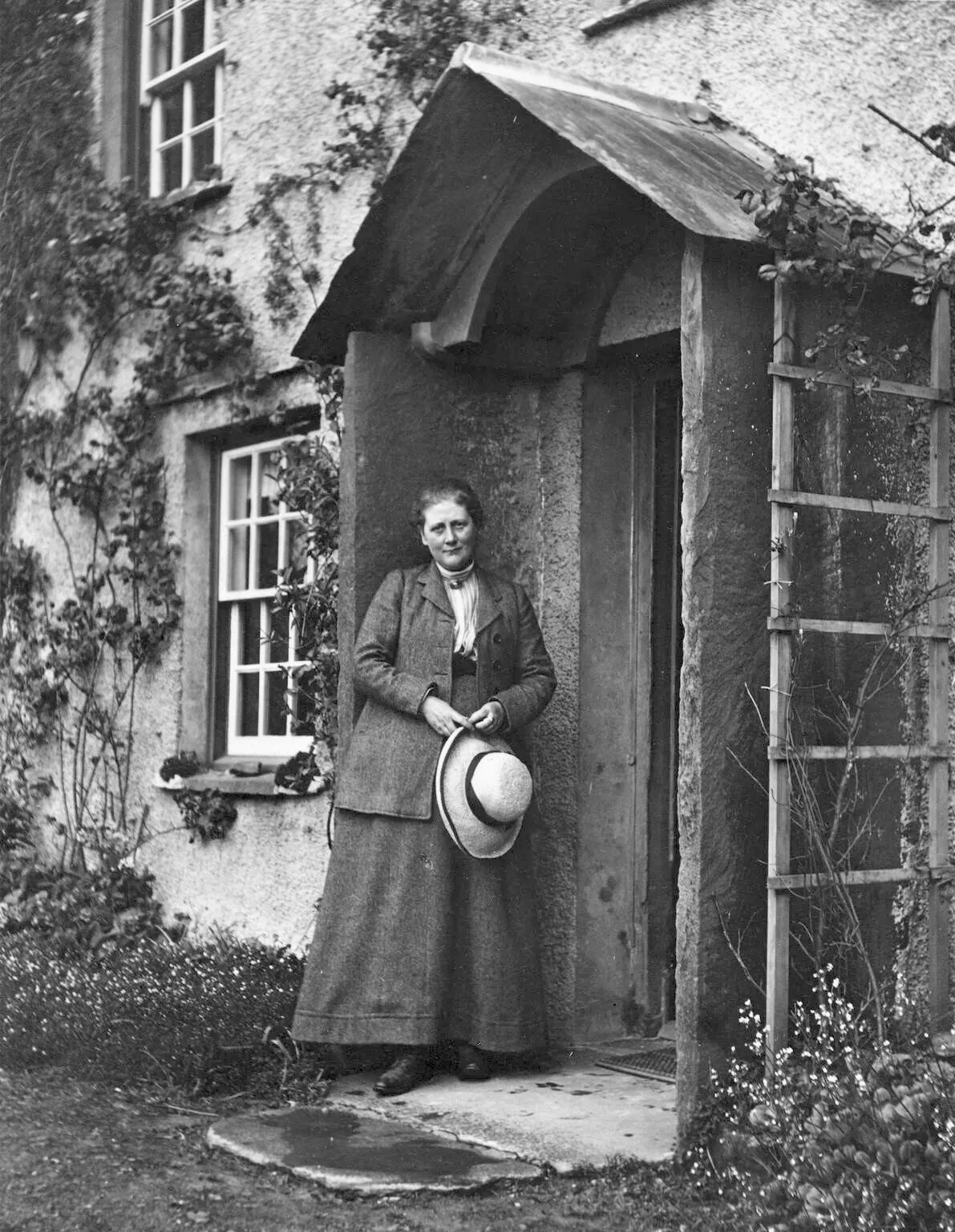
Beatrix Potter, 1913 vor dem Hauseingang einer ihrer Farmen. Gekleidet ist sie in ein Tweed-Kostüm aus Herdwick-Wolle

Potter erwarb in den Folgejahren zunehmend mehr Land und mehrere Gehöfte im Lake District, die sie überwiegend von Pächtern bewirtschaften ließ. Hill Top Farm blieb dagegen der landwirtschaftliche Hof, den sie in eigener Regie führte und auf dem immer eine Herde von Herdwick-Mutterschafen gehalten wurde. Potter war sich bewusst, dass in der Zeit nach dem Ersten Weltkrieg viele Farmer der Region in finanzielle Schwierigkeiten geraten waren und nicht nur ihr Land abholzten, sondern auch ihre Herdwick-Herden verkauften, so dass das Risiko bestand, dass diese für den Lake District typische Rasse verschwinden würde. Sie war mit einigen Personen in der Verwaltung des National Trust gut bekannt und sich daher sowohl der Qualitäten dieser Schafrasse als auch ihrer Bedeutung für die Region sehr wohl bewusst. Bereits ab 1919 hatte Potter regelmäßig einige ihrer Herdwicks zu Viehausstellungen gesandt, blieb allerdings immer ohne Preisauszeichnung. Nach Meinung ihres Gutsverwalters lag das daran, dass Hill Top Farm für Herdwicks nicht die richtigen Bedingungen bot – die Farm hatte zu reichhaltige Böden für diese Rasse, die besser auf mageren Weiden gedieh.  1923 kaufte Potter gezielt die hoch in den Hügeln des Lake Districts gelegene Troutbeck Park Farm mit der ausdrücklichen Absicht, diesen heruntergekommenen landwirtschaftlichen Hof wieder aufzubauen und dort eine Herdwick-Herde von insgesamt 1100 Tieren zu etablieren. Bereits zum Zeitpunkt des Kaufes legte Potter fest, dass diese Farm bei ihrem Tode an den National Trust übergehen solle. 1927 grasten bereits 1000 Schafe auf der Troutbeck Park Farm.
Bereits 1924 war Potter eines der wenigen weiblichen Mitglieder der Herdwick Sheep Breeders’ Association geworden. Potter, die bevorzugt Tweedkostüme aus der Wolle ihrer Schafe trug und trotz ihrer Wohlhabenheit meist in Holzschuhen umherlief, stand anfangs unter ihren Mitzüchtern in dem Ruf, lediglich eine exzentrische Hobbyzüchterin mit einer sentimentalen Liebe zu dieser Rasse zu sein. Nach Ansicht der Potter-Biografin Linda Lear unterschätzten ihre Kollegen jedoch, wie genau Potter, die für ihre detailliert gezeichneten Tiergeschichten bekannt war, beobachten konnte und welch hervorragende Anatomie-Kenntnisse sie besaß. Sie war sehr wohl in der Lage, Körperbau und Wolle eines Schafs zu beurteilen. 1927 erwarb Potter auf der Viehauktion den Herdwick-Schafbock Cowie, der auf der Viehausstellung in Eskdale vier Jahre hintereinander Preise gewonnen hatte. Im selben Jahr gewannen erstmals Lämmer aus den Herden im Besitz von Potter auf Viehausstellungen Preise. Gemeinsam mit ihrem Gutsverwalter Tom Storey begann sie ein gezieltes Zucht- und Ausstellungsprogramm. 1929 gewannen ihre Mutterschafe erste Preise auf allen großen Viehausstellungen in Keswick, Cockermouth, Ennerdale, Loweswater und Eskdale. Diesen Erfolg wiederholte sie im nächsten Jahr und gewann zusätzlich noch den Preis für das beste Mutterschaf im Lake District. Ihre Expertise fand allmählich Anerkennung: 1935 wurde sie zur Vorsitzenden der Keswick Agricultural Show gewählt und von da an war sie regelmäßig Preisrichterin auf den Ausstellungen. Im März 1943 wählten die Mitglieder des Zuchtverbands Potter zur Präsidentin. Potter verstarb jedoch, bevor sie dieses Amt antreten konnte. Sie hinterließ dem National Trust die 16 Quadratkilometer Land, die sie über die Jahre in dieser Region erworben hatte und legte ausdrücklich fest, dass darauf Herdwicks zu halten seien.

## Einzelbelege
1. ↑  Walling: Counting Sheep. S. 172.
2. ↑  Walling: Counting Sheep. S. 160.
3. 1 2  Website des britischen Zuchtverbands, Rassenmerkmale, aufgerufen am 12. Juli 2015
4. 1 2  Walling: Counting Sheep. S. 159.
5. 1 2 3  Sambraus: Seltene Nutztiere, S. 101
6. ↑  Walling: Counting Sheep. S. 157.
7. 1 2 3  Walling: Counting Sheep. S. 162.
8. ↑  Linda Lear: Beatrix Potter, 2007, S. 319
9. ↑  Website des Zuchtverbands, aufgerufen am 12. Juli 2015
10. 1 2  Walling: Counting Sheep. S. 158.
11. 1 2 3  Walling: Counting Sheep. S. 174.
12. ↑  Walling: Counting Sheep. S. 13.
13. ↑  http://www.bpotter.com/Beatrix.aspx
14. ↑  http://beatrixpottersociety.org.uk/about-beatrix/
15. ↑  Linda Lear: Beatrix Potter, 2007, S. 217
16. ↑  Linda Lear: Beatrix Potter, 2007, S. 328.
17. ↑  Linda Lear: Beatrix Potter, 2007, S. 317
18. ↑  Linda Lear: Beatrix Potter, 2007, S. 327
19. ↑  Linda Lear: Beatrix Potter, 2007, S. 334
20. ↑  Linda Lear: Beatrix Potter, 2007, S. 436